# Kimba, biały lew
Kimba, biały lew (jap. ジャングル大帝 Janguru taitei) – shōnen-manga autorstwa Osamu Tezuki, która ukazywała się w magazynie „Manga Shōnen” od listopada 1950 do kwietnia 1954 roku. 
Na jej podstawie wyprodukowano anime. Był to pierwszy stworzony w Japonii kolorowy serial animowany. 
W Polsce serial był emitowany na kanale Polsat 2 i TV Smyk w wersji z angielskim dubbingiem i polskim lektorem, którym był Henryk Pijanowski.

## Opis fabuły

### Kimba Biały Lew
Panja jest królem dżungli. Pewnego dnia jego żona Eliza zostaje złapana w pułapkę i użyta jako przynęta na króla. Panja ginie, prosząc przed śmiercią Elizę aby nadała dziecku imię Kimba. Na statku, który wiezie Elizę do zoo, królowa rodzi syna, któremu nadaje imię Kimba, opowiada mu o jego ojcu i każe uciekać ze statku. Następnego dnia Kimba odnajduje w wodzie resztki statku. Ryby uczą go pływać, a drogę do dżungli wskazują mu motyle. Lwiątko wraca do dżungli, gdzie zostaje królem. Rośnie w towarzystwie wielu zwierząt, poznaje ludzi, walczy ze złym lwem i hienami, otwiera szkołę i restaurację, spotyka swoją siostrę, a nawet leci balonem.

### Nowe Przygody Kimby Białego Lwa
Serial opowiada o przygodach Kimby, który musi walczyć z przeciwnościami losu, a po śmierci swojej cioci wkracza tymczasowo na drogę zła, ale na szczęście zostaje nawrócony.

### Lew Leo
Leo dorasta i musi bronić dżungli, zostaje także ojcem i uczy swoje dzieci jak należy postępować. Dwa ostatnie odcinki są alternatywnym zakończeniem dla Cesarza Dżungli Leo, które kończą się szczęśliwie.

### Cesarz Dżungli Leo
Leo ma dwoje dzieci: Rune i Rukkio. Pewnego dnia Rune i Rukkio znajdują wrak samolotu. Następnego dnia do dżungli przylatuje doktor Ham Egg ze swoją ekipą, doktorem Mustache i jego asystentem panem Lemonade. Doktor Mustache ratuje Rune spod pnia drzewa, a Rune jest mu bardzo wdzięczny. Pyta ojca o ludzi, który mówi mu, że nie wszyscy ludzie są źli. Następnego ranka Rune ucieka z dżungli do ludzi. Znajdują go rybacy, którzy sprzedają lewka do cyrku. Tam Rune poznaje Mary, cyrkową akrobatkę i mysz Jacka. W tym czasie w dżungli rozprzestrzenia się epidemia nakrapianej gorączki, na którą umiera Lyre, żona Leona. Po jej pogrzebie Rukkio zaczyna chorować. Leo spotyka doktora Mustache i prosi go o pomoc. Doktor Mustache leczy Rukkio. W dowód wdzięczności Leo postanawia zaprowadzić doktora Mustache i jego asystenta do księżycowej góry. Po pożarze w cyrku Mary odsyła Rune do dżungli. Doktor Ham Egg ze swoją ekipą również wyruszają do księżycowej góry. W trakcie wyprawy cała jego ekipa ginie. Gdy Leo, doktor Mustache i pan Lemonade są na miejscu pojawia się Ham Egg i zabija pana Lemonade. Sam potem ginie, ponieważ zjadł trujący kamień. Leo popełnia samobójstwo aby doktor Mustache miał jedzenie i schronienie przed zimnem. Rune wraca do dżungli, gdzie razem z doktorem Mustache widzą chmurę w kształcie Leona.

## Postacie
- Panja/Cesar – ojciec Kimby. Został zabity przez Ham Egga.
- Eliza/Snowene – matka Kimby. Zginęła, ponieważ statek, na którym była został zniszczony podczas burzy.
- Leo/Kimba – tytułowy bohater. Jest bardzo odważny i sprawiedliwy. Dąży do pokoju między ludźmi i zwierzętami. Już jako dziecko był królem dżungli. W filmie popełnił samobójstwo aby doktor Mustache miał jedzenie i schronienie przed zimnem.
- Leona/Riona – siostra Kimby. W Nowych Przygodach Kimby Białego Lwa Leona była jego ciocią. W tej samej serii została zastrzelona przez myśliwych.
- Lyre/Kitty/Leah/Laia/Raija/Raiya/Raya/Lyra – przyjaciółka, później żona Kimby. Jej rodzice zostali zastrzeleni przez myśliwych i jest pod opieką wujka. W filmie zachorowała na nakrapianą gorączkę i po jakimś czasie zmarła.
- Rune/Lune – syn Kimby i Kitty. Wygląda jak Kimba, gdy był mały.
- Rukkio/Lukkio – córka Kimby i Kitty. W serialu wygląda Kitty, gdy była mała, a w filmie jest tylko do niej podobna.
- Tommy/Bucky/Tony/T.K. – gazela, przyjaciel Kimby. Jest bardzo sympatyczny.
- Coco/Pauly – zielona papuga, przyjaciel Kimby. Przez jakiś czas mieszkał u ludzi. Przed śmiercią Panji przyjaźnił się z nim.
- Buzara/Mandy/Dan'l – stary i mądry pawian. Często doradza Kimbie.
- Speedy – gepard, przyjaciel Kimby.
- Bongo – gepard, przyjaciel Kimby.
- Joe – niebieski gepard, przyjaciel Kimby.
- Bezimienny żółty szakal – przyjaciel Kimby.
- Pagoola/Kelly Phunt – złośliwy słoń, który nienawidzi ludzi.
- Bubu/Claw/Jamar – główny rywal Kimby. Pragnie przejąć władzę w dżungli.
- Sylvester/Cassius/Shaka/Totto – czarna pantera, wredny pomocnik Jamara.
- Dick/Tom i Bo/Tab – dwie hieny, pomocnicy Jamara.
- Kenichi/Roger Ranger – człowiek, który mieszkał w dżungli razem z Kimbą, który bardzo go lubił.
- Mary – ukochana Rogera. Po wypadku straciła pamięć i zaczęła polować na zwierzęta. Dzięki Kimbie odzyskała pamięć. W filmie Mary była cyrkową akrobatką, która opiekowała się Rune.
- Doktor Mustache/Pan Pompous – naukowiec, który uratował zwierzęta przed epidemią.
- Pan Lemonade – asystent doktora Mustache.
- Ham Egg/Viper Snakely/Jake – zły myśliwy. Jest bardzo zachłanny, pazerny i bezwzględny.
- Specklerex – wujek Kitty. Niezbyt lubił Kimbę.

## Obsada

### Serial 1966
- Billie Lou Watt – Kimba, Eliza, Dodie Deer, Gypsy
- Gilbert Mack – Coco, Mr. Pompous, Viper Snakely, Claw, Tab
- Hal Studer – Roger Ranger
- Ray Owens – Narrator, Dan'l Baboon, Caeser, Cassius, Tom, Stork, and Specklerex
- Sonia Owens – Kitty, Mary, Mammoth, Bella Donna

### Serial 1993
- Yvonne Murray – Kimba
- Steve Thamer – Narrator
- Jackie Pardy
- Allen Sonic
- Don Neilson
- Steve Thamer
- Robin Jordan
- Peter Dufferin

### Film
- Masane Tsukayama – Leo
- Chieko Baishō – Lyre
- Tomoko Ishimura – Rune
- Hekiru Shiina – Rukkio
- Naoki Tatsuta – Tommy
- Kaneta Kimotsuki – Coco
- Kei Tani – Burazza
- Masatō Ibu – Pagoora
- Ranran Suzuki – Bizo
- Tomoko Nakajima – Mary
- Kōsei Tomita – Hegeoyaji
- Danshi Tatekawa – Ham Egg
- Yasunori Matsumoto – Ramune
- Kōzō Shioya – Doktor Minus
- Yasuo Muramatsu – Doktor Plus

## Spis odcinków

### Kimba biały lew
| N/o | Tytuł odcinka                                                                  | Premiera (TV Asahi)  |
| --- | ------------------------------------------------------------------------------ | -------------------- |
| 1   | Dalej biały lwie Ike panja no ko (行けパンジャの子)                            | 6 października 1965  |
| 2   | Wiatr na pustyni Sabaku no kaze (砂漠の風)                                     | 13 października 1965 |
| 3   | Przyjaciel człowiek Dōbutsu gakkō (動物学校)                                   | 20 października 1965 |
| 4   | Wielki duch Cezara Mō Gyū Samuson (猛牛サムソン)                               | 27 października 1965 |
| 5   | Uczciwa gra Mabuta no tairiku (まぶたの大陸)                                   | 3 listopada 1965     |
| 6   | Złodziej w dżungli Ueta saban'na (飢えたサバンナ)                              | 10 listopada 1965    |
| 7   | Bitwa pod martwą rzeką Donga no kettō (ドンガの決斗)                           | 17 listopada 1965    |
| 8   | Inwazja owadów Ki chigai kumo (気ちがい雲)                                     | 24 listopada 1965    |
| 9   | Latający tygrys Tsubasa aru ōja (翼ある王者)                                   | 1 grudnia 1965       |
| 10  | Dwa serca i dwa umysły Futatsu no kokoro (ふたつの心)                          | 8 grudnia 1965       |
| 11  | Złap ich jeśli potrafisz Konga shuryō-ku (zenpen) (コンガ狩猟区（前篇）)       | 15 grudnia 1965      |
| 12  | Łowiska Konga shuryō-ku (kisaki-hen) (コンガ狩猟区（后篇）)                    | 22 grudnia 1965      |
| 13  | Traperzy Mitsurin no dai gasshō (密林の大合唱)                                 | 29 grudnia 1965      |
| 14  | Podróż w czasie Andorokuresu monogatari (アンドロクレス物語)                   | 5 stycznia 1966      |
| 15  | Jajecznica Tamago, tamago, tamago (卵・卵・卵)                                 | 12 stycznia 1966     |
| 16  | Diamenty w Mrukliwym Moeru kawa (燃える河)                                     | 19 stycznia 1966     |
| 17  | Magiczny wąż Bukimina aohebi (不気味な青蛇)                                    | 26 stycznia 1966     |
| 18  | Uciekający Bera to kunshō (ベラと勲章)                                         | 2 lutego 1966        |
| 19  | Tajemnica opuszczonej wsi Akazu no koya (開かずの小屋)                         | 9 lutego 1966        |
| 20  | Kłopoty w restauracji Resutoran sōdō (レストラン騒動)                          | 16 lutego 1966       |
| 21  | Zły pawian Kaette kita Sandi (帰えって来たサンディ)                            | 23 lutego 1966       |
| 22  | Niebezpieczna podróż Bāshi tottsuan (バーシィとっつあん)                       | 2 marca 1966         |
| 23  | Gigantyczny konik polny Dai kai mushi (大怪虫)                                 | 9 marca 1966         |
| 24  | Mikstura fioletowego cygana Mori no mamī (森のマミー)                          | 16 marca 1966        |
| 25  | Za dużo słoni Kozō janbo (子象ジャンボ)                                        | 23 marca 1966        |
| 26  | Bunt rozwoju Heiwa no niku (平和の肉)                                          | 30 marca 1966        |
| 27  | Kameleon, który wołał wilk Kanashii kamereon (悲しいカメレオン)                | 6 kwietnia 1966      |
| 28  | Dziki żbik Yamaneko myū (山猫ミュー)                                           | 13 kwietnia 1966     |
| 29  | Koszmarny Narcyz Shokujū hana araune (食獣花アラウネ)                          | 20 kwietnia 1966     |
| 30  | Przygoda w mieście Tsuiseki ryokō (追跡旅行)                                   | 27 kwietnia 1966     |
| 31  | Miasto złota Shi bito hora no nazo (死びと洞の謎)                              | 4 maja 1966          |
| 32  | Ostatni kłusownik Saigo no mitsuryōsha (最後の密猟者)                          | 11 maja 1966         |
| 33  | Prawo dżungli Kiba nashi hyūku jiken (牙なしヒューク事件)                      | 18 maja 1966         |
| 34  | Zabawa w dżungli Kurohyō totto no gyakushū (zenpen) (黒豹トットの逆襲（前編）) | 25 maja 1966         |
| 35  | Pretendenci Kurohyō totto no gyakushū (kōhen) (黒豹トットの逆襲（後編）)       | 1 czerwca 1966       |
| 36  | Skamieniały potwór Masuku tani no kaibutsu (マスク谷の怪物)                    | 8 czerwca 1966       |
| 37  | Legenda doliny hipopotamów Hoeru mazō (ほえる魔像)                             | 15 czerwca 1966      |
| 38  | Wyspa wulkaniczna Kazan kojima (火山湖島)                                      | 22 czerwca 1966      |
| 39  | Dziki bieg Kyōki no kisetsu (狂気の季節)                                       | 29 czerwca 1966      |
| 40  | Mąciwoda Sōgen no abarenbō (草原の暴れん坊)                                    | 6 lipca 1966         |
| 41  | Niszczyciele z pustyni Sasurai no shinigami (さすらいの死神)                   | 13 lipca 1966        |
| 42  | Balon, który wieje Wanpaku sakusen (わんぱく作戦)                              | 20 lipca 1966        |
| 43  | Potwór z gór Ikari no chimisetto (怒りのチミセット)                            | 27 lipca 1966        |
| 44  | Przyjaciel w czynie Niji no tani (虹の谷)                                      | 3 sierpnia 1966      |
| 45  | Taki słodki smutek Ma boroshi no yama (まぼろしの山)                           | 10 sierpnia 1966     |
| 46  | Powrót Fancy Prancy Machi kara kita jēn (町から来たジェーン)                   | 17 sierpnia 1966     |
| 47  | Misja pajęczyna Madara gumo (まだらグモ)                                       | 24 sierpnia 1966     |
| 48  | Czerwone niebezpieczeństwo Akai Kiba (赤い牙)                                  | 31 sierpnia 1966     |
| 49  | Słoneczne drzewo Asahi o maneku ki (朝日をまねく木)                            | 7 września 1966      |
| 50  | Najemnik Bōkenka ottō (冒険家オットー)                                         | 14 września 1966     |
| 51  | Dzień, w którym słońce zaszło Nairu no dai shinden (ナイルの大神殿)            | 21 września 1966     |
| 52  | Srebrny ogon zdrajcy Hito-gui raion (人食いライオン)                           | 28 września 1966     |

### Kontynuacja
| Premiera odcinka                | N/o | Polski tytuł                  | Angielski tytuł               |
| ------------------------------- | --- | ----------------------------- | ----------------------------- |
|                                 |     |                               |                               |
| NOWE PRZYGODY KIMBY BIAŁEGO LWA |     |                               |                               |
|                                 |     |                               |                               |
| 12.10.1989                      | 01  | Narodziny                     | Birth                         |
| 19.10.1989                      | 02  | Obietnica                     | Promise                       |
| 26.10.1989                      | 03  | Wjazd                         | Departure                     |
| 02.11.1989                      | 04  | Przyjaciele                   | Friends                       |
| 09.11.1989                      | 05  | Ojczyzna                      | Homeland                      |
| 16.11.1989                      | 06  | Okupant                       | Invader                       |
| 23.11.1989                      | 07  | Odwaga                        | Courage                       |
| 30.11.1989                      | 08  | Ostrzeżenie                   | Warning                       |
| 07.12.1989                      | 09  | Gwałtowny potop               | Flash Flood                   |
| 14.12.1989                      | 10  | Wolność                       | Freedom                       |
| 21.12.1989                      | 11  | Prawo                         | Law                           |
| 28.12.1989                      | 12  | Czerwone skrzydła             | Red Wings                     |
| 04.01.1990                      | 13  | Proroctwo                     | Prophecy                      |
| 11.01.1990                      | 14  | Dziki                         | Wild                          |
| 18.01.1990                      | 15  | Niepowodzenie                 | Failure                       |
| 25.01.1990                      | 16  | Biała Bestia                  | White Beast                   |
| 01.02.1990                      | 17  | Duma                          | Pride                         |
| 08.02.1990                      | 18  | Wojownicza dusza              | Fighting Spirit               |
| 15.02.1990                      | 19  | Życie                         | Life                          |
| 22.02.1990                      | 20  | Lider                         | Leader                        |
| 01.03.1990                      | 21  | Powrót                        | Homecoming                    |
| 08.03.1990                      | 22  | Ponowne połączenie            | Reunion                       |
| 15.03.1990                      | 23  | Migracja                      | Migration                     |
| 22.03.1990                      | 24  | Przyjaźń                      | Friendship                    |
| 29.03.1990                      | 25  | Ofiara cz. 1                  | Sacrifice part 1              |
| 05.04.1990                      | 26  | Ofiara cz. 2                  | Sacrifice part 2              |
| 12.04.1990                      | 27  | Żałoba                        | Mourning                      |
| 19.02.1990                      | 28  | Obraz                         | Image                         |
| 26.04.1990                      | 29  | Ochrona                       | Protection                    |
| 03.05.1990                      | 30  | Przygoda                      | Adventure                     |
| 10.05.1990                      | 31  | Zaufanie                      | Trust                         |
| 17.05.1990                      | 32  | Natura                        | Nature                        |
| 24.05.1990                      | 33  | Raj                           | Paradise                      |
| 31.05.1990                      | 34  | Złudzenie czasu               | Time Illusion                 |
| 07.06.1990                      | 35  | Zagrożenie                    | Threat                        |
| 14.06.1990                      | 36  | Pojednania                    | Reconciliation                |
| 21.06.1990                      | 37  | Ojciec                        | Father                        |
| 28.06.1990                      | 38  | Najlepszy przyjaciel          | Best Friend                   |
| 05.07.1990                      | 39  | Koszmar                       | Nightmare                     |
| 12.07.1990                      | 40  | Ucieczka                      | Escape                        |
| 19.07.1990                      | 41  | Przeczucie                    | Premonition                   |
| 26.07.1990                      | 42  | Współistnienie                | Coexistence                   |
| 02.08.1990                      | 43  | Decyzja                       | Decision                      |
| 09.08.1990                      | 44  | Naciek                        | Infiltration                  |
| 16.08.1990                      | 45  | Odrodzenie                    | Rebirth                       |
| 23.08.1990                      | 46  | Tęsknota                      | Longing                       |
| 30.08.1990                      | 47  | Korona                        | Crown                         |
| 06.09.1990                      | 48  | Wyzwanie                      | Challenge                     |
| 13.09.1990                      | 49  | Koncentracja                  | Concentration                 |
| 20.09.1990                      | 50  | Zwycięstwo                    | Victory                       |
| 27.09.1990                      | 51  | Harmonia część 1              | Harmony part 1                |
| 04.10.1990                      | 52  | Harmonia część 2              | Harmony part 2                |
|                                 |     |                               |                               |
| LEW LEO                         |     |                               |                               |
|                                 |     |                               |                               |
|                                 | 01  | Pierwsza przygoda             | The First Adventure           |
|                                 | 02  | Mapa zagrożenia               | The Map of Danger             |
|                                 | 03  | Niebieski Lew                 | The Blue Lion                 |
|                                 | 04  | Ostatnie Polowanie Ludu Ahabi | Last Hunt of the Ahabi People |
|                                 | 05  | Leo zostaje ojcem             | Leo Becomes a Father          |
|                                 | 06  | Potężny Goryl                 | The Mighty Gorilla            |
|                                 | 07  | Złoty łuk                     | The Golden Bow                |
|                                 | 08  | Kamień świetlistego księżyca  | The Moonlight Stone           |
|                                 | 09  | Sokoły                        | The Falcons                   |
|                                 | 10  | Lycon Rick                    | Rick the Lycon                |
|                                 | 11  | Ukryty Panja                  | The Hide of Panja             |
|                                 | 12  | Kłusownicy                    | The Poachers                  |
|                                 | 13  | Pojedynek w dolinie Lubar     | Duel at Lubar Valley          |
|                                 | 14  | Szablo zębny tygrys           | The Sabre Tooth Tiger         |
|                                 | 15  | Oznaczona Żyrafa              | The Marked Giraffe            |
|                                 | 16  | Lily – czarna pantera         | Lily the Black Leopard        |
|                                 | 17  | Diabeł upada                  | Devil Falls                   |
|                                 | 18  | Stalowy potwór                | The Steel Monster             |
|                                 | 19  | Dom dla zwierząt              | House for the Animals         |
|                                 | 20  | Biały klif                    | The White Cliff               |
|                                 | 21  | Groźny Agura                  | Agura the Terrible            |
|                                 | 22  | Skała świecy                  | Candle Rock                   |
|                                 | 23  | Srebrny wilk                  | The Silver Wolf               |
|                                 | 24  | Wyspa wulkanów                | Volcano Island                |
|                                 | 25  | Zielona zaraza                | The Green Plague              |
|                                 | 26  | Góra wiecznego księżyca       | The Eternal Mount Moon        |